# 吉岡三樹
吉岡三樹（よしおか みき、1932年 -　）は、建築家。

## 経歴
東京都生まれ。 1956年 日本大学旧工学部(現理工学部)建築学科卒業。 1961年URTEC入所。旧倉敷市庁舎静岡新聞・静岡放送ビル.などを担当。 1973年 URTEC 退所。建築総合計画研究所代表取締役。 愛野記念病院、インペリアル御茶の水小金井公会堂他多数。

## 参考
1. ↑  https://twitter.com/curiositydrivin/status/1046695740490231809
2. ↑  https://www.daas.jp/search_site/detailInfo.php?a_id=476
3. ↑  近代建築. 34(11)1980